# مادلی، شروپ‌شر
longitudeمادلی، شروپ‌شرlatitudeمادلی، شروپ‌شر
مادلی، شروپ‌شر (به انگلیسی: Madeley, Shropshire) یک شهرک در بریتانیا است که در انگلستان واقع شده‌است.

## خصوصیات
مادلی ۱۷٬۹۳۵ نفر جمعیت دارد.